# Hugo Cumbo
Hugo Cumbo (né le 11 mai 1996) est un judoka du Vanuatu, d'origine française.

## Vie privée
Né au Vanuatu en 1996 au sein d'une famille d'origine française, il est ingénieur diplômé des Arts et Métiers en génie industriel. Il travaille  chez Vanuatu Services comme ingénieur. 

## Carrière
Hugo Cumbo concourt sous les couleurs du Vanuatu comme international de judo en catégorie moins de 81 kg depuis 2012, et au niveau mondial depuis 2019.
Après une première qualification aux championnats du monde à Tokyo en 2019, il remporte la 5e place aux Jeux du Pacifique de 2019, puis est sélectionné pour participer en judo aux Jeux olympiques d'été de 2020 -81 kg hommes : il est éliminé en 16e de finales par l'ousbek Sharofiddin Boltaboev (no 7 mondial).
Il est nommé porte-drapeau de la délégation du Vanuatu aux Jeux olympiques d'été de 2024 aux côtés de la pongiste Priscila Tommy.